# Ochthebius adriaticus
Ochthebius adriaticus es una especie de escarabajo del género Ochthebius, familia Hydraenidae. Fue descrita científicamente por Reitter en 1886.
Se distribuye por Montenegro (en la pequeña localidad costera de Sutomore). Mide 2,1 milímetros de longitud.